# Mușchetarul român
Mușchetarul român este un film istoric de aventură din 1975 regizat de Gheorghe Vitanidis. Rolurile principale au fost interpretate de actorii Iurie Darie și Alexandru Repan. Este continuarea filmului Cantemir (1975). A avut premiera la 13 octombrie 1975.

## Rezumat
Mihuț Gălățeanu, prieten credincios al domnitorului moldovean Dimitrie Cantemir, continuă urmărirea baronului La Mare și a lui Fripp, autorii furtului manuscrisului Istoria Imperiului otoman și a bijuteriilor Doamnei Casandra la Viena, Berlin și Amsterdam.

## Distribuție
- Iurie Darie — Mihuț Gălățeanu, fiul unui căpitan de oști, căpitan de brigantină sub numele Miguel São Miguel, polcovnic al oștii Moldovei[1]
- Alexandru Repan — Dimitrie Cantemir, cărturar umanist, domnul Moldovei (1693, 1710-1711)
- Ioana Bulcă — Doamna Casandra, fiica domnului muntean Șerban Cantacuzino, soția lui Dimitrie Cantemir
- Irina Gărdescu — Anca, fiica bancherului Martin Drăguș din Brașov, fina Doamnei Casandra
- Emanoil Petruț — căpitanul de oști Toader, omul de încredere al lui Dimitrie Cantemir
- George Constantin — aga Mehmet, mare vizir al Imperiului Otoman (1704-1706, 1710-1711)
- Victor Rebengiuc — colonelul baron De La Mare, mercenar străin aflat la Stambul, vărul ducelui de Holstein
- Ilarion Ciobanu — Johannes Pierre Fripp, pușcăriaș evadat, brigand german din mahalaua Fanarului
- Amza Pellea — sultanul otoman Ahmed al III-lea (menționat Amza Pelea)
- Ion Popescu-Gopo — țarul rus Petru cel Mare (menționat Ion Popescu Gopo)
- Marcel Anghelescu — Martin Drăguș, bancher din Brașov
- Liviu Ciulei — dr. Gottfried Wilhelm von Leibniz, filozof și matematician german, președinte al Academiei de Științe din Berlin
- Dina Cocea — baroana austriacă Von Hermanstadt, mătușa Ancăi din Viena
- Mimi Enăceanu — Frau Rosa, gospodina familiei Drăguș
- Carmen Stănescu — iscoada bancherului von Wiesmar din Berlin
- Leni Pința Homeag — doamna de Brunswick, aristocrată austriacă de origine italiană, amanta împăratului Austriei
- Ion Besoiu — cavalerul De Syre, nobil francez aflat la Stambul
- Ion Dichiseanu — Erasmus, mare armator din Amsterdam
- Petre Vasilescu
- Liliana Tomescu — roaba tătăroaică a Doamnei Casandra
- Ștefan Tapalagă — Tedeski, militar spaniol din Țările de Jos
- Vlad Rădescu — căpitanul de oști Petre, fratele Ancăi
- Boris Gavlițchi (menționat Boris Gavlitschi)
- Mariana Mihuț — Ilinca, slujnica din casa familiei Drăguș
- Teodor Pîcă — marinar străin cu barbă albă, fost camarad al lui Mihuț
- Florin Pucă — marinar străin, fost camarad al lui Mihuț
- Constantin Rauțchi — Hassan, brigand tătar din mahalaua Fanarului
- Victor Cantuniari
- Emmerich Schäffer — prințul german Eugeniu de Savoia, feldmareșal al Sfântului Imperiu Roman (menționat Emerich Schäffer)
- Constantin Dinulescu — prințul german von Starkenberg
- Dinu Gherasim — împăratul Austriei
- Alexandru Virgil Platon — Mordenar, marinar pe corabia engleză Șoimul, intermediarul lui Sir Percy (menționat Virgil Platon)
- Gheorghe Mazilu
- Dumitru Ghiuzelea
- Doru Dumitrescu
- Ion Pal
- Constantin Păun
- Nicolae Dide
- Raul Barbu
- Vasile Popa — bătăuș din localul Sirena din Amsterdam
- Iosif Constantin
- Cornel Ispas
- Tudor Stavru
- Alexandru Manea
- Paul Fister
- Nicu Iordache
- Marius Ionescu
- Matei Alexandru — Sever, ministrul vistiernic al țarului rus (nemenționat)

## Producție
Filmul a fost realizat în paralel cu Cantemir, de aceeași echipă, în perioada octombrie 1973 – martie 1975. Cheltuielile de producție s-au ridicat la 5.082.000 lei.

## Primire
Filmul a fost vizionat de 4.440.009 de spectatori în cinematografele din România, după cum atestă o situație a numărului de spectatori înregistrat de filmele românești de la data premierei și până la data de 31 decembrie 2014 alcătuită de Centrul Național al Cinematografiei.